# 원랑
원랑(元朗, 513년 ~ 532년 12월 26일(음력 11월 14일))은 중국 남북조 시대 북위의 제13대 황제(재위: 531년 ~ 532년)이다. 자는 중철(仲哲)이다. 탁발황의 현손으로 장무왕(章武王) 원융(元融)과 정씨(程氏) 사이에서 태어난 셋째 아들이다. 폐위되었기 때문에 묘호나 시호가 없고 후폐제(後廢帝) 또는 봉호인 안정왕(安定王)으로 불린다.

## 생애
안정군왕(安定郡王)에 봉해졌다.
531년에 기주(冀州) 발해군(渤海郡)의 태수(太守)를 맡았다. 당시 북위 조정에서는 이주세륭(爾朱世隆)이 원엽(元曄)을 폐하고 원공(元恭(훗날의 절민제(節閔帝))을 황제로 세웠다. 발해왕(渤海王) 고환(高歡)은 이주씨(爾朱氏)의 토벌을 내세우며 신도(信都)에서 군사를 일으켰고, 그해 음력 10월 6일에 손등(孫騰)의 요청을 받아들여 원랑을 황제로 세웠다. 원랑은 신도성 서쪽에서 황제의 자리에 올랐고, 연호를 중흥(中興)으로 바꿨다. 이로써 북위는 절민제와 원랑 2명의 황제가 대립하게 되었다.
원랑은 고환을 시중·승상·도독중외제군사·대장군·녹상서사·대행대(侍中·丞相·都督中外諸軍事·大將軍·錄尙書事·大行臺)로 삼았고, 고건(高乾)을 시중·사공(侍中·司空)으로 임명했다. 고오조(高敖曹)를 표기대장군·의동삼사·기주자사(驃騎大將軍·儀同三司·冀州刺史)로 삼았고, 손등을 상서좌복야· 하북행대(尙書左僕射· 河北行臺)로 삼았고, 위란근(魏蘭根)을 우복야(右僕射)로 삼았다.
532년 음력 2월 26일에 이주조에게 살해된 이전의 황제 원자유에게 경종(敬宗)의 묘호와 무회황제(武懷皇帝)의 시호를 추숭했다. 29일에 고환을 대승상(大丞相)・주국대장군(柱國大將軍)・태사(太師)로 삼았고, 음력 3월 2일에 고환의 아들 고징(高澄)을 표기대장군(驃騎大將軍)으로 삼았다. 13일에 백관을 인솔하고 업(鄴)의 궁궐로 들어가 살았다.
이후에 고환이 한릉(韓陵)에서 이주천광의 군사를 이겼고 이주씨들이 크게 패하자 절민제가 중서사인 노변(盧辯)을 보내 업에서 고환을 위로하게 하니 고환은 그로 하여금 원랑을 알현케 했으나 노변이 항의하며 사양하고 좇지 않으니 고환이 꺾지 못하고 놓아주었다. 음력 4월 8일에 표기대장군·행제주사(驃騎大將軍·行濟州事) 후경(侯景)이 항복해오자 상서복야·남도대행대·제주자사(尙書僕射·南道大行臺·濟州刺史)로 삼았다. 13일에 안동장군(安東將軍) 신영(辛永)이 건주(建州)를 가지고 항복해왔다. 18일에 원랑이 수도 낙양 북쪽의 망산(邙山)에 도착했는데, 고환은 원랑이 탁발황의 현손이었던 까닭에 원랑과 소원(疎遠)하여서 절민제의 사람됨을 관찰하여 다시 그를 받들려고 했으나 절민제의 정신이 고상하고 밝아 통제하기 어렵다 판단하여 마침내 절민제를 폐위했다. 이후에 고환이 효무제를 찾아내 세우려고 하자 효무제는 마침내 원랑으로 하여금 조책(詔策)을 만들어 자리를 선양케 했다. 25일에 효무제가 서자 원랑은 다시 안정군왕으로 강봉되었으나 그해 음력 11월 14일에 효무제에게 동해왕 원엽과 함께 살해되었다.

## 기년
| 안정왕      | 원년            | 2년        |
| ----------- | --------------- | ---------- |
| 서력 (西曆) | 531년           | 532년      |
| 간지 (干支) | 신해(辛亥)      | 임자(壬子) |
| 연호 (年號) | 중흥(中興) 원년 | 2년        |